# Badulki
Badulki – wieś w Polsce położona w województwie mazowieckim, w powiecie przysuskim, w gminie Odrzywół.
Wieś wchodzi w skład sołectwa Lipiny.
| SIMC    | Nazwa      | Rodzaj    |
| ------- | ---------- | --------- |
| 0630037 | Gęsia Niwa | część wsi |

W latach 1975–1998 miejscowość administracyjnie należała do województwa radomskiego.